# Trichastoma
Trichastoma es un género de aves paseriformes de la familia Pellorneidae propio de Sondalandia y las Célebes.

## Especies
Se reconocen las siguientes especies:
- Trichastoma bicolor – tordina bicolor;
- Trichastoma celebense – tordina de Célebes;
- Trichastoma rostratum – tordina pechiblanca.